# Groupe NOLA
Le Groupe NOLA était un mouvement de la résistance armée belge durant la Seconde Guerre mondiale qui opéra surtout dans le Hainaut et dans le Brabant. Des sections du groupe existaient notamment à Ittre, Jemappes, Mons et Roisin. Il fut fondé par le Capitaine Durieux. Le groupe était spécialisé dans le contre-sabotage.